# Contea di Choctaw (Alabama)
La contea di Choctaw, in inglese Choctaw County, è una contea dello Stato dell'Alabama, negli Stati Uniti. La popolazione al censimento del 2010 era di 13.859 abitanti. Il capoluogo di contea è Butler.

## Geografia fisica
La contea si trova nella parte sud-occidentale dell'Alabama, al confine con il Mississippi. Lo United States Census Bureau certifica che l'estensione della contea è di 2.385 km², di cui 19 km² di acque interne. Il fiume Tombigbee scorre lungo l'estremità orientale della contea, e molti dei suoi affluenti, tra cui il Wahalak, il Big Tallawampa, il Surveyors, l'Okatuppa e il Turkey, attraversano l'area.

### Contee confinanti
- Contea di Sumter - nord
- Contea di Marengo - nord-est
- Contea di Clarke - sud-est
- Contea di Washington - sud
- Contea di Wayne (Mississippi) - sud-ovest
- Contea di Clarke (Mississippi) - ovest
- Contea di Lauderdale (Mississippi) - nord-ovest

## Storia
La contea di Choctaw fu creata da un atto della Legislatura dello Stato dell'Alabama il 29 dicembre 1847, da una terra precedentemente appartenente ai nativi Choctaw.Il nome deriva proprio dai nativi, alcuni dei quali vivevano nei pressi dell'attuale città di Pushmataha. Nel 1890, la contea di Choctaw ricevette l'attenzione dei media nazionali per quella che divenne nota come la guerra dei Sims.

## Società

### Evoluzione demografica
Abitanti censiti (migliaia)

Grafico delle fasce di età in base al censimento del 2000

Secondo il censimento del 2010 la composizione etnica della città è 55.8% bianchi, 43.4% neri, 0.1% nativi americani, 0.1% asiatici, 0.2% di altre razze, e 0.4% di due o più etnie. Lo 0.5% della popolazione è ispanica.

## Cultura

### Istruzione
Il sistema scolastico della contea di Choctaw impiega attualmente circa 140 insegnanti che guidano più di 2.200 studenti in otto scuole. Inoltre sono presenti due scuole private nella contea di Choctaw, frequentate da circa 715 studenti.

## Comuni[10]
- Butler - town
- Cullomburg - cdp - diviso con la contea di Washington
- Gilbertown - town
- Lisman - town
- Needham - town
- Pennington - town
- Silas - town
- Toxey - town

## Economia
I primi coloni della contea di Choctaw producevano cotone e altri prodotti agricoli che galleggiavano lungo il fiume Tombigbee fino a Mobile. L'industria forestale è stata la spina dorsale economica della contea sin dalla sua creazione nel 1847. Nel 1912 arrivò la ferrovia, riducendo la dipendenza dal traffico idrico e rimase un importante mezzo di trasporto commerciale fino agli anni '80. Il 2 gennaio 1944 lo stato dell'Alabama concesse alla Hunt Oil Company il permesso di perforare vicino a Gilbertown, nella contea di Choctaw. La perforazione iniziò il 10 gennaio 1944 e fu completata circa un mese dopo. La scoperta del petrolio portò alla creazione dello State Oil and Gas Board of Alabama nel 1945 e allo sviluppo e alla crescita dell'industria petrolifera dello stato. Nella metà del XX secolo furono costruite fabbriche di abbigliamento a Silas, Toxey e Butler. Negli anni '90, tuttavia, la ferrovia venne chiusa e le fabbriche di abbigliamento si trasferirono in altri paesi.

### Occupazione
La forza lavoro nell'odierna contea di Choctaw è divisa tra le seguenti categorie professionali:
- Servizi educativi, assistenza sanitaria e assistenza sociale (22,9%)
- Produzione (14,7%)
- Commercio al dettaglio (13,0%)
- Costruzione (11,9%)
- Agricoltura, silvicoltura, pesca e caccia ed estrattiva (7,7%)
- Servizi professionali, scientifici, di gestione, amministrativi e di gestione dei rifiuti (6,4%)
- Trasporto e magazzinaggio e servizi di pubblica utilità (5,8%)
- Pubblica amministrazione (5,4%)
- Altri servizi, ad eccezione della pubblica amministrazione (4,1%)
- Arte, intrattenimento e attività ricreative, servizi di alloggio e ristorazione (3,6%)
- Finanza e assicurazione, immobiliare, noleggio e leasing (2,4%)
- Commercio all'ingrosso (1,4%)
- Informazioni (0,9%)

## Infrastrutture e trasporti

### Principali strade ed autostrade
Le principali vie di trasporto della contea sono:
- U.S. Highway 84
- State Route 10
- State Route 17